# Pavel Zitta
Pavel Zitta (* 22. April 1985) ist ein ehemaliger tschechischer Straßenradrennfahrer.

## Werdegang
Pavel Zitta begann seine internationale Karriere 2005 bei dem tschechischen Continental Team PSK Whirlpool. In seinem ersten Jahr dort wurde er nationaler Vizemeister im Straßenrennen der U23-Klasse und er gewann die Gesamtwertung bei einem Etappenrennen in der Region Vysočina. In der nächsten Saison gewann er das Straßenrennen der tschechischen U23-Meisterschaft. 2007 nahm er an der Weltmeisterschaft in Stuttgart teil, wo er den 49. Platz im Zeitfahren belegte. Ein Sieg bei einem UCI-Rennen gelang ihm im Verlauf seiner Karriere nicht, seine besten Resultate waren ein jeweils dritter Platz auf der dritten Etappe von Paths of King Nikola 2005, beim Grand Prix Kranj 2006 und beim Memoriał Andrzeja Trochanowskiego 2008.
Nach der Saison 2009 beendete Zitta seine Karriere als Radrennfahrer.

## Erfolge
2006
- Tschechischer Meister – Straßenrennen (U23)

## Teams
- 2005 PSK Whirlpool
- 2006 PSK Whirlpool-Hradec Králové
- 2009 PSK Whirlpool-Author